# Wong (Universo cinematográfico de Marvel)
Wong es un personaje ficticio del Universo cinematográfico de Marvel (MCU), basado en el personaje de Marvel Comics del mismo nombre e interpretado por Benedict Wong. En la franquicia, Wong es representado como el amigo y compañero hechicero del Dr. Stephen Strange, siendo miembro de los Maestros de las Artes Místicas. También se le otorga el cargo de Hechicero Supremo, sucediendo al Ancestral, cuando Strange desaparece en el Blip y que mantiene tras su regreso.
Para 2023, Wong ha aparecido en seis películas, además de la serie de Disney + She-Hulk: Attorney at Law (2022). Versiones alternativas de Wong también aparecen en la serie animada What If...? (2021 - 2024).

## Concepto y creación
El personaje se representa en Marvel Comics como el "sirviente que prepara el té" asiático de Doctor Strange, un estereotipo racial que el director de Doctor Strange (2016), Scott Derrickson, no quería en la película, y así el personaje no estaba incluido en el guion de la película. Después de que la actriz no asiática Tilda Swinton fuera elegida como el otro personaje asiático importante de los cómics de Doctor Strange, el Anciano (que fue reescrito como de ascendencia "celta" y renombrada "Ancestral"), Derrickson se sintió obligado a encontrar una manera de incluir a Wong en la película. El personaje, tal como aparece en última instancia, está "completamente subvertido como personaje y reelaborado en algo que no cae en ninguno de los estereotipos de los cómics",  que Derrickson estaba complacido de que le diera a un personaje asiático "una fuerte presencia en la película". Benedict Wong también estaba satisfecho con los cambios realizados en el personaje y lo describió como "un sargento de instrucción de Kamar-Taj" en lugar de un sirviente. No practica artes marciales en la película, evitando otro estereotipo racial.  Derrickson agregó que Wong tendría "una fuerte presencia" en el MCU en el futuro. 

## Apariciones
Benedict Wong interpreta a Wong en las películas del MCU Doctor Strange (2016), Avengers: Infinity War (2018), Avengers: Endgame (2019),  Shang-Chi and the Legend of the Ten Rings (2021), Spider-Man: No Way Home (2021),  y Doctor Strange in the Multiverse of Madness (2022),   y en la serie de Disney+ She-Hulk: Attorney at Law (2022).  El actor estaba emocionado de "estar sentado en una mesa de excelencia asiática" entre el elenco de Shang-Chi. También expresó una versión alternativa de Wong en el episodio de What If...? "Que pasaría si... Doctor Strange perdiera su corazón en lugar de sus manos?", mientras que otra versión del personaje tiene una aparición muda en "What If... ¿Zombis?¡".

## Biografía del personaje ficticio

### Mentor de Strange y resurrección
Antes de 2016, Wong se convierte en el bibliotecario del templo de Kamar-Taj después de que el anterior fuera decapitado por Kaecilius. En 2016, conoce al Dr. Stephen Strange durante el viaje de este último para arreglarse las manos, se le ve más tarde escuchando las canciones de Beyoncé después de escuchar a Strange mencionarla. Unos meses después, en 2017, es asesinado mientras defendía el Santuario de Hong Kong, pero es revivido por Strange usando la Gema del Tiempo, contenida en el Ojo de Agamotto. Después de derrotar a Kaecilius y Dormammu, Strange se instala en el Sanctum de Nueva York y continúa sus estudios con Wong.

### Infinity War y convirtiéndose en Hechicero Supremo
En 2018, Wong y Strange son testigos del aterrizaje forzoso de Bruce Banner en el Sanctum y se enteran de la amenaza que se avecina. Wong luego informa a Banner y Tony Stark sobre la historia de las Gemas del Infinito. En breve, Ebony Maw y Cull Obsidian llegan a la ciudad en busca de la Gema del Tiempo y luchan contra Wong, Strange y Stark, y Wong derrota a Obsidian enviándolo a través de un portal. Con Strange secuestrado por Maw, Wong se queda atrás para proteger el Sanctum. Wong luego sobrevive al Blip y se convierte en el próximo Hechicero Supremo por defecto.
En 2023, Wong es llamado por un Strange restaurado para que consiga a los otros hechiceros, los Vengadores restaurados, los Guardianes de la Galaxia, los Devastadores y los ejércitos de Wakanda y Asgard para derrotar a un ejército alternativo de Thanos en el destruido Complejo de los Vengadores. Poco después, Wong asiste al funeral de Stark. 

#### Lucha contra la Abominación y conociendo a Shang-Chi
En 2024, para entrenarse como Hechicero Supremo, Wong facilita la fuga de la prisión de Emil Blonsky y lucha contra él en un club de lucha clandestino en Macao, mientras está en su forma de Abominación al crear un portal a través del cual Blonsky se golpea a sí mismo. Wong ofrece asilo en Kamar-Taj, pero Blonsky decide regresar a prisión.
Más tarde, Wong aparece ante Shang-Chi y Katy en un restaurante de San Francisco y les pide que lo acompañen a Kamar-Taj, donde llama a Banner y Carol Danvers a través de una proyección holográfica. Ellos se enteran de que los Diez Anillos están enviando una baliza a un lugar desconocido. Luego, Wong se une a Shang-Chi y Katy para cantar karaoke en un club nocturno.

#### Vacaciones en Kamar-Taj
Más tarde ese año, Wong se encuentra con Peter Parker, quien vino al Santuario para consultar con Strange sobre cómo hacer que el mundo olvide la revelación pública de Quentin Beck sobre su identidad como Spider-Man. Strange propone un hechizo de memoria, que Wong advierte que es peligroso, pero no detiene a Strange ya que Wong admite que Parker había sufrido mucho. Wong se va a Kamar-Taj, sin desear involucrarse más.

### Luchando contra la Bruja Escarlata
Poco tiempo después, Wong llega para ayudar a Strange en una pelea contra Gargantos, una criatura interdimensional de un solo ojo. Los dos finalmente matan a la criatura mientras salvan a una niña, que se presenta como América Chávez. En una pizzería, Chávez explica que puede viajar a través del multiverso y que otras criaturas buscan su poder. Chávez lleva a Wong y Strange al tejado de un edificio para ver el cadáver de una versión alternativa de Strange que fue asesinado por otra criatura. Después, Wong la lleva a Kamar-Taj. Más tarde, Wong se encuentra con Strange, quien le cuenta sobre su visita con Wanda Maximoff y se entera de que ha sido corrompida por el Darkhold. Wong luego les informa sobre la historia de la Bruja Escarlata. Maximoff pronto llega y ataca Kamar-Taj, matando a muchos hechiceros y nivelando el lugar. Durante el ataque, los poderes de Chávez se activan y ella y Strange escapan en un portal, dejando a Wong en el cautiverio de Maximoff. Maximoff comienza a realizar un hechizo del Darkhold conocido como "caminata onírica" para encontrar una versión de sí misma con sus hijos a través del multiverso y apoderarse de su cuerpo. Después de que Sara, una hechicera, se sacrificara para destruir el Darkhold y romper la caminata onírica, Maximoff obliga a Wong a guiarla al Monte Wundagore, la fuente del poder del Darkhold y la ubicación de un santuario dedicado a la Bruja Escarlata, lo que le permite restablecer la caminata onírica. Wong, tras ser arrojado por el acantilado, logra levantarse y presencia a un Strange que caminaba oníricamente, quien se adentró en el cadáver de su homólogo fallecido. Juntos intentan detener a Maximoff, pero ella los domina. Sin embargo, una vez que Maximoff se libera de la corrupción, ella permite que Wong y Chávez se vayan y decide destruir el Darkhold en todos los universos. Wong entonces supervisa la reconstrucción de Kamar-Taj.

### Problemas legales
En 2025, Wong llega a Los Ángeles y se reúne con la abogada Jennifer Walters, que representa a Blonsky para su solicitud de libertad condicional, después de que se filtraran y publicaran imágenes de la pelea entre la pareja. Wong confirma que sacó a Blonsky de prisión y asiste a su audiencia de libertad condicional como testigo; se marcha después de que un miembro de la junta de libertad condicional afirma que cometió un delito al facilitar la fuga de un prisionero.
Más tarde, Wong se entera del mago Donny Blaze, que estaba haciendo un mal uso de la magia que aprendió en Mystic Castle después de que una joven llamada Madisynn King terminara accidentalmente en Kamar-Taj, donde le arruinó un episodio de Los Soprano. Jennifer Walters se alistó como su abogada, donde le dijo que Blaze fue expulsado de Kamar-Taj por uso de poder poco ético al traer barriles de cerveza y un hermano de la fraternidad a Kamar-Taj. Esto lleva a Walters y lidera un caso de cese y desistimiento contra Blaze y el propietario de Mystic Castle, Cornelius P. Willows. Madisynn fue utilizada como testigo para corroborar la afirmación de Wong. La jueza Hanna afirma que se tomará una semana para dar su veredicto mientras Madisynn se va con Wong y Walters mientras estropea otro episodio de Los Soprano. Durante su próximo espectáculo, Blaze convoca accidentalmente a un enjambre de demonios a su espectáculo de magia, lo que hace que Walters y Wong ayuden. Antes de que Walters haga que Wong destierre al demonio final, lo usa para intimidar a Blaze y Willows para que sigan la orden de cese y desistimiento que hacen de mala gana. A la mitad de los créditos, Wong y Madisynn ven juntos This Is Us juntos en Kamar-Taj mientras hablan sobre bebidas alcohólicas.
Cuando Blonsky es enviado de regreso a prisión, Wong nuevamente lo saca y le permite mudarse a Kamar-Taj.

## Versiones alternativas
Versiones alternativas de Wong aparecen en la serie animada de Disney+ What If...?, con Benedict Wong volviendo a dar voz al personaje.

### Doctor Strange Supremo
En un 2016 alternativo, Wong se opone a los varios intentos del Doctor Strange Supreme de salvar a su novia, la Dra. Christine Palmer. A pesar de estos esfuerzos, ocurre la paradoja de destrucción del universo de Supremo, que consume a Wong. Después de que se divide la línea de tiempo, un Wong y Strange anteriores intentan detener a Supremo, solo para ser consumidos nuevamente.

### Brote de zombis
En un 2018 alternativo, las versiones zombificadas de Wong, Strange y Tony Stark devoran e infectan a Ebony Maw y Cull Obsidian. Ellos intentan comerse a Bruce Banner, pero son asesinados por Wasp, mientras Banner es salvado por Spider-Man.

### Surgimiento
En un universo alternativo, Wong sobrevivió al evento del Surgimiento que destruyó la Tierra. Él, junto con Valkyrie, Okoye, Ying Nan y otros, incluido Brock Rumlow, formaron una Alianza. Ellos trabajaron juntos contra Quentin Beck, quien formó una Federación de Hierro. Ellos rescataron a Riri Williams de White Vision y la llevaron a su base, el Titanic. Sin embargo, fue comprometida e invadida por White Vision y Wong y los demás escaparon. Ellos fueron a enfrentarse a Beck, pero él y los demás murieron tras un ataque de la tecnología holográfica de Beck.

## Recepción
Algunos periodistas ven a Wong como un personaje "favorito de los fanáticos". Talia Franks de Nerdist nombró a Wong como uno de los "personajes destacados del Universo Cinematográfico de Marvel en los últimos años", y afirmó: "El desarrollo de Wong a lo largo de las películas y los programas ha sido agradable de ver mientras analizamos las formas en que hay más de lo que parece. En una franquicia de conjunto como el Universo Cinematográfico de Marvel, es difícil darle tiempo a un solo personaje. Los personajes secundarios como Wong no siempre reciben el tiempo que merecen, y sus atributos se esparcen por todas partes donde aparecen". Shania Russell de /Film afirmó: "Wong es realmente una vibra. Es el superhéroe ideal, con exactamente la actitud que queremos que tengan nuestros seres superpoderosos. Se toma su trabajo muy en serio, ya sea proteger al mundo contra los hechiceros oscuros o reunir a los Vengadores para derrotar a Thanos. Pero eso no significa que no haya tiempo para divertirse". Brandon Zachary de CBR.com describió a Wong como una "figura hábil pero identificable en la MCU", diciendo: "Tiene suficiente poder para defenderse en una pelea, pero no es tan poderoso como para resolver todo por su cuenta". Sirve como una cara amistosa en la que los héroes pueden confiar para obtener apoyo o una broma, y puede ayudar a unir los rincones más únicos de la película".
La interpretación de Benedict Wong de Wong fue elogiada por varios críticos. Tara Bennett de Syfy escribió: "Gran parte del éxito de Wong como personaje se debe a las habilidades del actor Benedict Wong. Debido a que es un comediante y un actor dramático de igual fuerza, Benedict ha demostrado ser excepcionalmente ingenioso para los escritores y directores del MCU". Myles Hughes de Looper dijo: "La versión de Benedict Wong del personaje se ha convertido en uno de los aspectos más destacados del Universo Cinematográfico de Marvel. Ha entrado en el mismo reino que Clark Gregg, Hayley Atwell, Kat Dennings o Randall Park: cruzando franquicias, mezclándose con varios héroes, siempre una cara bienvenida sin importar cuán corto sea el tiempo de pantalla.